# Stato di natura
«Stato di natura» es una canción interpretada por la cantante Francesca Michielin y la banda italiana Måneskin, incluida en el cuarto álbum de estudio de Francesca Michielin intitulado Feat (Stato di natura) (2020). Fue compuesta por la cantante y Ramiro Levy y por los cuatro integrantes de la agrupación, Damiano David, Victoria De Angelis, Ethan Torchio y Thomas Raggi, con la producción de Tommaso Colliva. La canción fue lanzada como el quinto y último sencillo del álbum el 13 de marzo de 2020 bajo la distribución de RCA Records.
La canción pretende ser un "manifiesto" feminista, donde la voz femenina de Francesca Michielin se alterna con el punto de vista masculino cantado por Damiano David. La cantante dijo: «Es un canto agresivo, que, sin embargo, va en contra de la agresión verbal. Quiere hacernos reflexionar sobre el peso de las palabras y sobre cómo las palabras siguen afectando la libertad de las mujeres».
En 2021, la canción recibió una nominación para el Premio Amnistía Internacional Italia "Voices for Freedom".

## Rendimiento comercial
«Stato di natura» debutó en la posición noventa y nueve del listado semanal de éxitos da la Federación de la Industria Musical Italiana (FIMI) en el marzo de 2020.

## Vídeo musical
El videoclip de la canción fue dirigido por la propia Francesca Michielin y fue publicado el 19 de marzo de 2020 en el canal de YouTube de la cantante. El video está filmado en formato 4:3 que recuerda el estilo de VHS.

## Posicionamiento en listas

### Semanales
| Italia | Top Singoli | 99 |